# El Camí (revista)
El Camí fue un semanario publicado en valenciano en Valencia entre los años 1932 y 1934, que pretendía unificar políticamente todas las tendencias del valencianismo y difundir la ortografía aprobada en las Normas de Castelló.
La dirección era colectiva, en manos de un consejo integrado por Joaquim Reig (líder de la Unió Valencianista Regional, y principal impulsor de la revista), Adolf Pizcueta i Alfonso, Pasqual Asins i Lerma, Francesc Caballero Muñoz y Enric Navarro i Borràs. Colaboraron, entre otros, los hermanos Ernest y Eduard Martínez Ferrando, Carles Salvador, Eduard Ranch, Emili Gómez Nadal, Francisco Bosch Morata, Manuel Sanchis Guarner, Antoni Igual Úbeda, Alfred Baeschlin, Gaetà Huguet y Robert Moròder.

## Historia
Ya en su primer número, publicado el 5 de marzo de 1932, abogó por la cooperación entre los «dos partidos valencianistas, la Unió y la Agrupació Valencianista Republicana», destacando que «están formados por personas que llevan a la política unas intenciones abnegadas..., que representan el ideal del porvenir». En aquel momento formaban parte de la Conjunción de Partidos pro Estatuto de Autonomía, que se oponía a las pretensiones del blasquismo de que el Estatuto solo incluyera a la provincia de Valencia, ante las reticencias que había encontrado en Alicante y Castellón su Anteproyecto de Estatuto de Autonomía de la Región Valenciana.
Pronto se convirtió en el principal portavoz del «valencianismo totalitario», propugnado por Joaquim Reig, llegando a proponer la celebración de un gran Congreso Valencianista al que se invitaba a participar a la Unió Valencianista Regional, a la Agrupació Valencianista Republicana (AVR) y al Centre d'Actuació Valencianista (CAV), que desde enero de 1933 estaba presidido por el propio Reig, con la «finalidad de elaborar unas afirmaciones doctrinales mínimas, cuya realización pueda juntar a todos». El 18 de marzo de 1933 El Camí anunciaba que de la reunión conjunta entre representantes del CAV y de la AVR había surgido la propuesta de formar un nuevo partido «totalitario» con el nombre de Acció Valencianista Republicana, que aspiraba al «reconocimiento de la plena personalidad del País Valenciano» y cuya finalidad inmediata sería «la propaganda y obtención de la autonomía del País Valenciano a través de un Estatuto». Sin embargo, la AVR finalmente rechazaría integrarse en el nuevo partido.
La revista salió en defensa de Reig cuando este fue criticado por la AVR por presentarse por Barcelona en la lista de la Lliga Catalana en las elecciones generales de noviembre de 1933, y en las que salió elegido diputado. La AVR manifestó que había sido elegido «por los votos de las mujeres barcelonesas de mantilla y rosario» y que al presentarse por la Lliga había descubierto el significado auténtico de su doctrina «totalitaria»: «Que no nos hable de retrasos en la renovación valencianista quien compromete el valencianismo con su maridaje con la defensa de unos intereses de clase y de partido bien lejanos de la democracia que pregona». El Camí respondió: «Nosotros no mantendremos desde ahora ningún contacto con la AVR. Para nosotros ha dejado de existir. Y recomendamos a nuestros amigos que por patriotismo abandonen una entidad que ataca injustamente al hombre que más ha hecho por el valencianismo desde el advenimiento de la República».
En febrero de 1934 El Camí anunció que se estaba planteando suspender su publicación «por falta de eficacia» al constatar «que no existía un ambiente favorable a la tesis patriótica de que los valencianos conscientes tienen el derecho y la obligación de impulsar nuestro movimiento en una orientación común, cualquiera que sea su pensar en otras materias». El último número que publicó fue el 133 y dejó de aparecer a raíz de la represión subsiguiente a la Proclamación del Estado Catalán, en el contexto de la Revolución de Octubre de 1934.